# 連州直隸州

连州在广东省的位置（1820年）

連州直隸州，是清代廣東省下轄的一個直隸州。隸南韶連道。
明代連州隸廣州府。雍正五年（1727年），升連州為直隸州，其陽山、連山割隸。嘉慶中，連山升為連山直隸廳。至此連州領縣一：陽山。评价：衝，難。